# فرودگاه شهرستان سالین
فرودگاه سالین کانتی (به انگلیسی: Saline County Airport) (به زبان بومی: Watts Field) یک فرودگاه همگانی بهره‌برداری هوایی است که یک باند فرود آسفالت دارد و طول باند آن ۱۲۱۳ متر است. این فرودگاه در شهر بنتون، آرکانزاس کشور ایالات متحده آمریکا قرار دارد و در ارتفاع ۹۷ متری از سطح دریا واقع شده است.